# Référendum québécois de 1980
Le référendum québécois de 1980, qui a lieu le 20 mai 1980, est le premier référendum portant sur le projet de souveraineté du Québec. Le référendum est organisé à l'initiative du gouvernement du Parti québécois (PQ) de René Lévesque, arrivé au pouvoir en 1976. Il s'agit de l'un des événements les plus importants de l'histoire du Québec contemporain.
Par le référendum, le gouvernement québécois cherche un mandat pour négocier avec le gouvernement fédéral une entente de souveraineté-association. En cas de victoire du « oui », le résultat des négociations aurait été soumis à un second référendum.
La proposition est rejetée, avec 59,56 % de « non ». Un nouveau référendum sur la souveraineté du Québec a lieu en 1995.

## Contexte

### Arrivée au pouvoir du Parti québécois
À l'image du contexte international, les années 1960 et 1970 au Québec furent caractérisées par un bouillonnement des sphères intellectuelles et politiques. Après une vingtaine d'années de règne sans partage de l'Union nationale de Maurice Duplessis, l'élection des Libéraux de Jean Lesage en 1960 ouvre la voie à la Révolution tranquille et à la modernisation de l'État québécois.

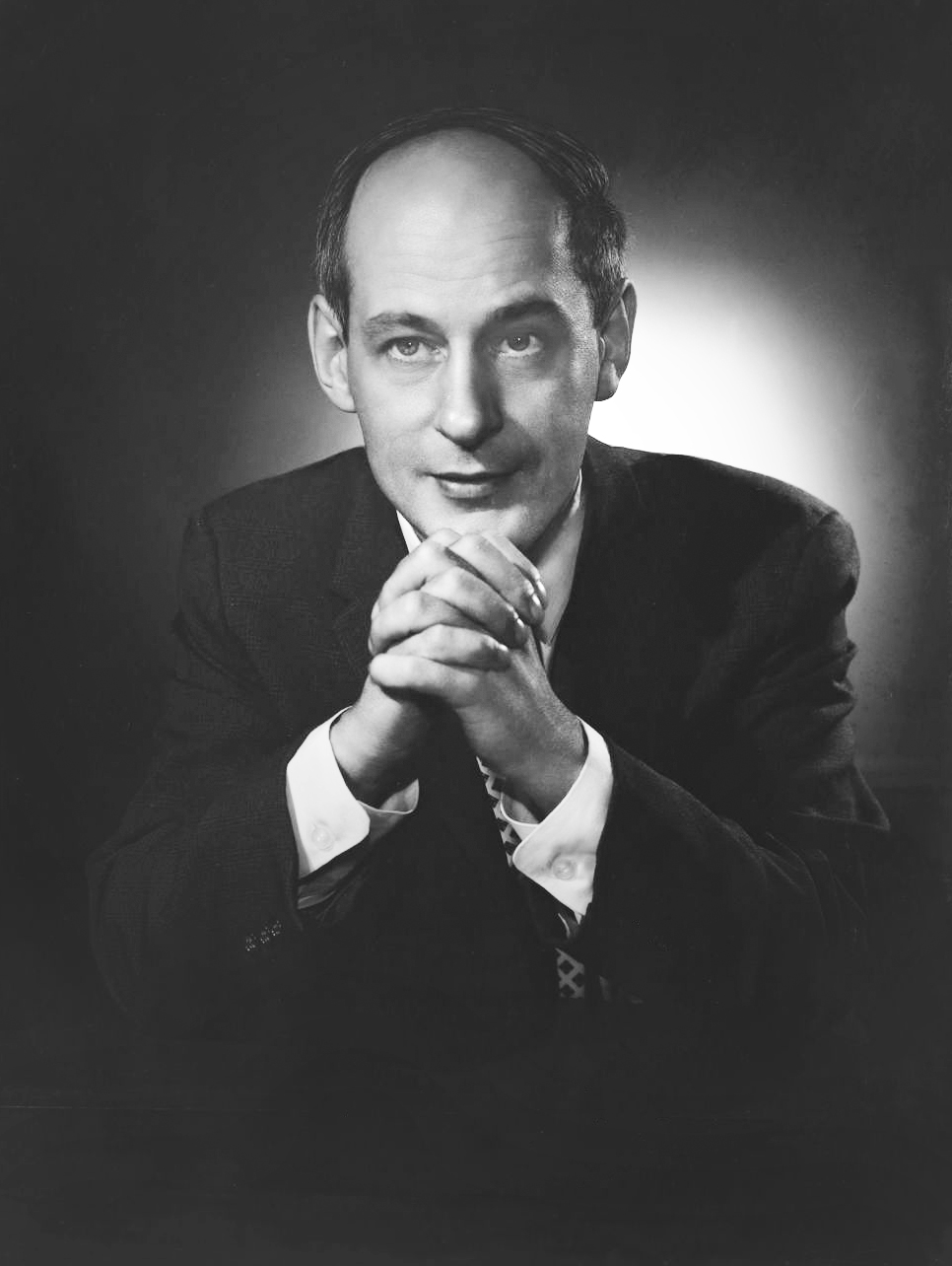
René Lévesque en 1961.

C'est de l'« équipe du tonnerre » de Lesage qu'émerge René Lévesque, journaliste et ministre des Richesses naturelles (1961-1966) puis de la famille et du bien-être social (1965-1966) sous les Libéraux. N'étant plus en phase avec le parti en ce qui a trait à la place du Québec dans la confédération canadienne, Lévesque quitte le Parti libéral et fonde le Mouvement Souveraineté-Association (MSA) en 1967. L'année suivante, il publie Option Québec, une publication qui expose les positions constitutionnelles indépendantistes du MSA. On met alors à la fois l'accent sur la nécessité de faire l'indépendance du Québec et de maintenir une union économique avec le Canada: c'est la souveraineté-association.
Ce projet politique sera aux racines du Parti québécois (PQ), le parti indépendantiste fondé par René Lévesque en 1968. Le PQ est issu de la fusion entre le MSA et le Ralliement national (RN), un parti indépendantiste dirigé par Gilles Grégoire, un ancien député fédéral du Ralliement créditiste. Initialement, les péquistes souhaitent déclarer l'indépendance aussitôt qu'ils arriveraient au pouvoir, à condition d'être élus avec une majorité — au nom du principe de souveraineté parlementaire. Le programme du parti s'engage alors à « mettre immédiatement en branle le processus d'accession à la souveraineté dès que celle-ci aura été proclamée en principe par l'Assemblée nationale en s'opposant à toute intervention fédérale, y compris sous forme de référendum, comme étant contraire aux droits des peuples de disposer d'eux-mêmes ».
Mais après une campagne interne de Claude Morin en 1974, le parti décide finalement qu'il faudra faire ratifier ce nouveau statut politique par le biais d'un référendum populaire. Dans son programme mis à jour, le PQ s'engage alors à « mettre immédiatement en branle le processus d'accession à la souveraineté en proposant à l'Assemblée nationale, peu après son élection, une loi autorisant à exiger d'Ottawa le rapatriement de tous les pouvoirs, à l'exception de ceux que les deux gouvernements voudront, pour fins d'association économique, confier à des organismes communs ». Mais on ajoute cette fois-ci qu'il faudra que le gouvernement du Québec s'assure « au préalable de l'appui des Québécois par voie de référendum ».

Logo du Parti québécois de 1968 à 1985.

Après la prise de pouvoir du Parti québécois en 1976, René Lévesque n'amorce pas immédiatement les négociations avec le fédéral. Cette décision est controversée et on accuse même le premier ministre de renier le programme du PQ. Ce dernier rétorque que le programme est désuet et s'active rapidement pour l'amender. C'est ainsi que lors du 6e congrès du parti, qui se déroule du 27 au 29 mai 1977, Lévesque obtient des militants péquistes le droit de ralentir le processus et de ne pas immédiatement amorcer les démarches d'accession à la souveraineté. Le parti indépendantiste complexifie même davantage le processus en y ajoutant une étape préalable: un premier référendum afin d'obtenir le mandat de négocier avec le gouvernement fédéral.
De plus, le 10 octobre 1978, Lévesque annonce clairement qu'il ne fera pas l'indépendance aux dépens de l'association. En effet, le premier ministre indique que l'association économique avec le Canada est un préalable incontournable à la souveraineté et que l'aboutissement du projet dépend du succès des discussions avec le fédéral (et donc pas seulement de la volonté du Québec): il s'agit de la « stratégie du trait d'union ». La position de Lévesque crée une consternation au sein du milieu indépendantiste mais les militants finissent par se rallier: elle est officiellement intégrée au programme lors du congrès de juin 1979.
Parallèlement à la modération du projet référendaire, le gouvernement de René Lévesque, comme promis lors de la précédente campagne électorale, s'efforce d'être un « bon gouvernement ». Cette stratégie vise à prouver la capacité de gouvernance du Parti québécois avant de s'engager dans le processus devant mener au référendum. Ainsi, entre 1976 et 1980, le PQ met en place diverses réformes socio-économiques et identitaires: loi sur le financement des partis politiques, assurance-automobile, loi anti-scab, zonage agricole, Loi 101, etc.
À partir du 14 juin 1978, une loi est votée à l'Assemblée nationale et René Lévesque peut déclencher un référendum à tout moment. Ce dernier se montre toutefois prudent pour deux principales raisons. D'une part, les sondages ne présagent pas une issue favorable au projet du Parti québécois : d'août 1977 à juin 1978, seules 40 % des personnes interrogées se disent favorables à l'indépendance, alors que 50 % sont contre. D'autre part, Lévesque espère que le premier ministre canadien Pierre Elliott Trudeau déclenche des élections, ne voulant pas faire coïncider le référendum avec le scrutin fédéral.
Le 23 février 1979, la direction du parti publie un manifeste intitulé D'égal à égal, qui expose les bases d'une nouvelle association Québec-Canada sous les paramètres de la stratégie du trait d'union. Les propositions du manifeste sont adoptées au congrès national qui se tient du 1er au 3 juin 1979. Le 22 mai 1979, les élections fédérales portent le parti progressiste-conservateur de Joe Clark au pouvoir, au sein d'un gouvernement minoritaire. Alors que tout semble indiquer que le processus référendaire se mettra en branle imminemment, René Lévesque crée la surprise en annonçant que le référendum n'aurait lieu qu'au printemps 1980.
C'est que le Parti québécois n'est pas prêt. Malgré la logique « étapiste » de son programme, qui vise à retarder le plus possible le référendum afin de convaincre la population du projet souverainiste, le parti n'a pas suffisamment mobilisé l'opinion publique. Bien que la population semble majoritairement satisfaite du « bon gouvernement » Lévesque, elle n'affectionne pas particulièrement le PQ, lui préférant le Parti libéral (PLQ) de Claude Ryan selon un sondage de décembre 1979. Le PLQ gagne d'ailleurs des élections partielles (Argenteuil et Jean-Talon) en avril de la même année, mettant en lumière le recul du vote péquiste.
René Lévesque s’aliène également l'aile gauche du PQ en tentant d'attirer les votes conservateurs ou modérés en prônant les valeurs de la société libérale. Toujours en 1979, il est aux prises avec des grèves syndicales lors des négociations dans les secteurs publics et parapublics. Les syndicats obtiennent gain de cause et s'assurent d'augmentations salariales supérieures à l'inflation pour les années 1979 à 1982.

### Contexte fédéral

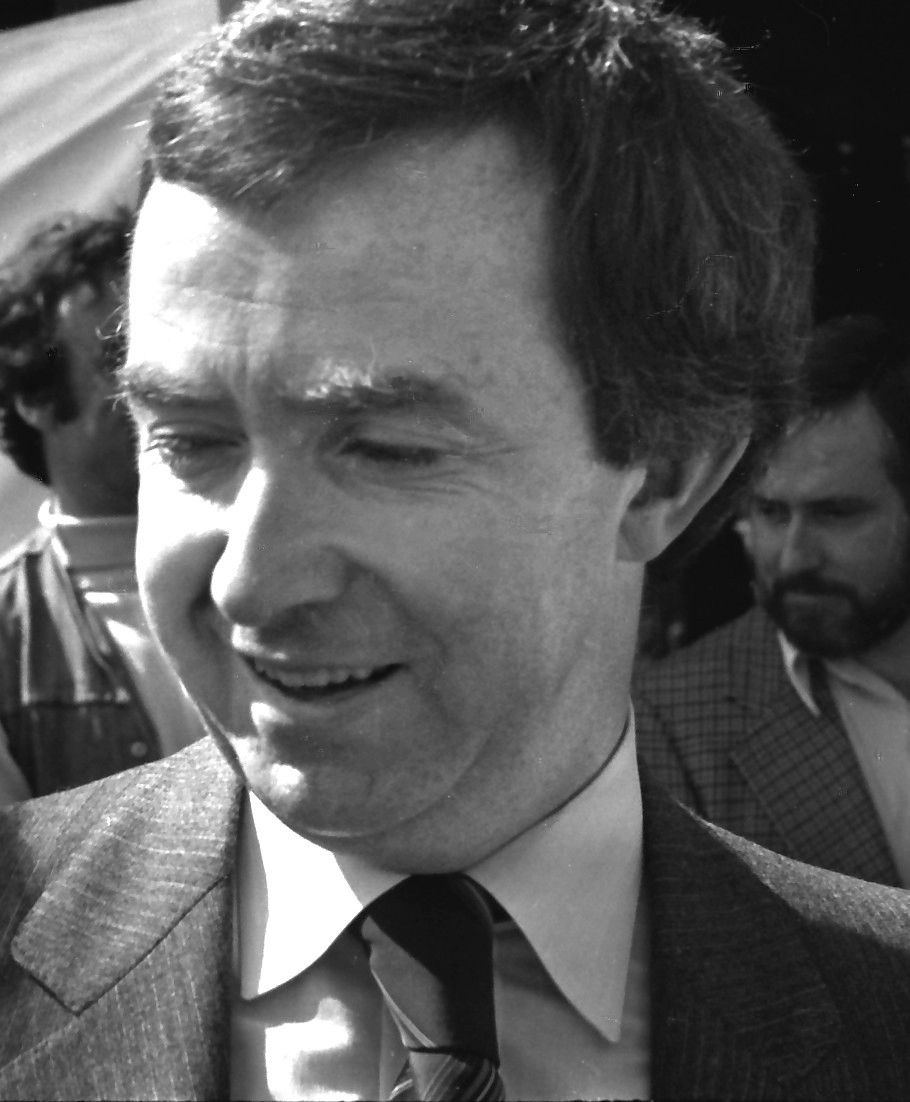
Joe Clark (1979), brièvement premier ministre du Canada entre le 4 juin 1979 et le 2 mars 1980.

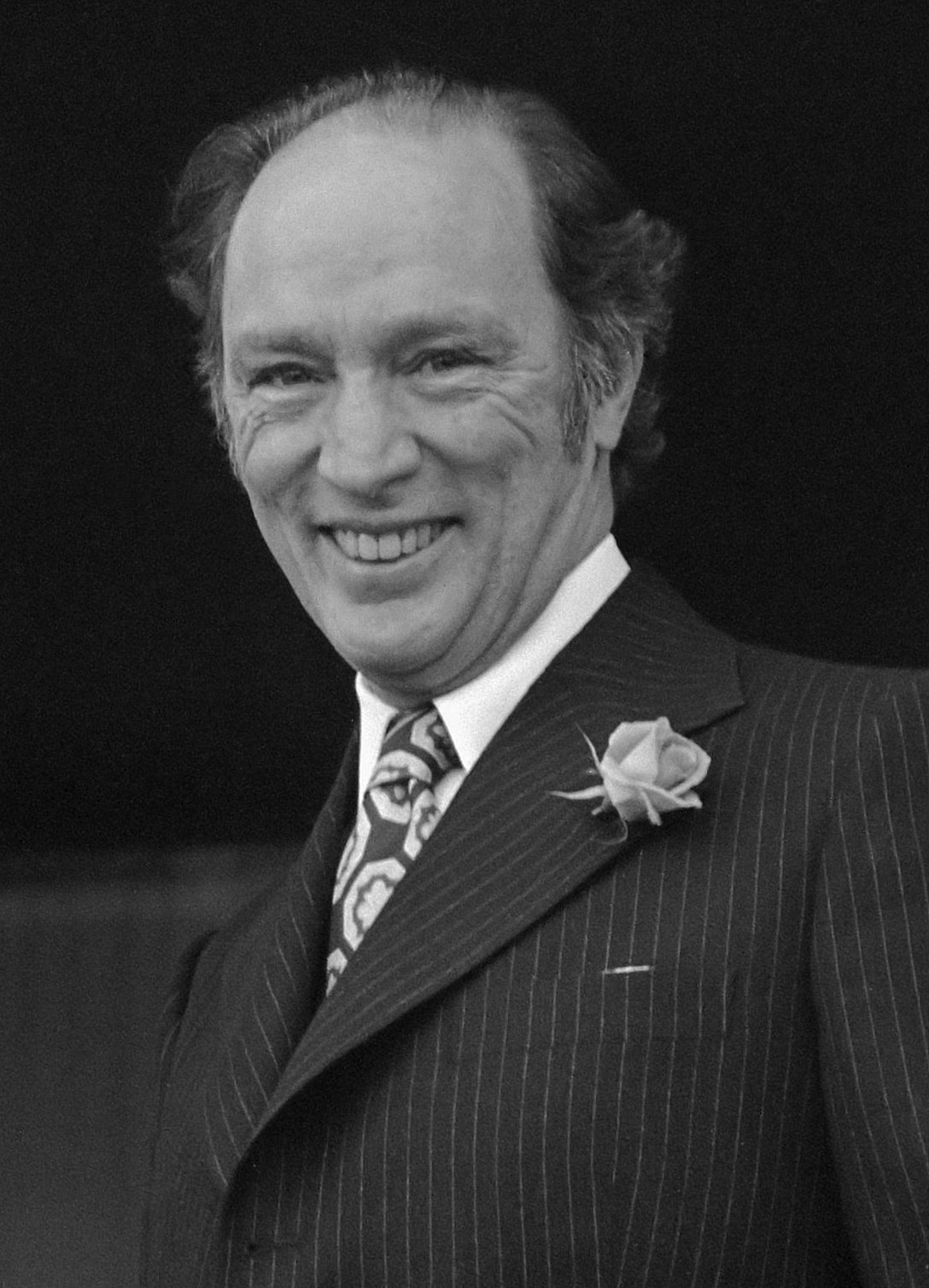
Pierre Elliott Trudeau (1975), premier ministre du Canada entre 1968 et 1979 puis entre 1980 et 1984. Il est l'un des plus farouches opposants au projet souverainiste du Parti québécois.

Dès l'arrivée au pouvoir du PQ en 1976, le gouvernement fédéral de Pierre Eliott Trudeau s'active à contrer le projet référendaire de René Lévesque. Pour ce faire, il met en branle des institutions, des groupes de travail et des commissions destinées à se pencher sur la situation québécoise et d'assurer la propagande fédéraliste. C'est dans cette perspective qu'on met en place le Bureau des relations fédérales-provinciales, voué à la préparation de la stratégie fédérale. Les libéraux veulent également faire la promotion de l'unité canadienne. Ils mettent en place la commission Pépin-Robarts, en 1977, afin d'étudier la situation constitutionnelle et le problème de l'unité nationale.
Le gouvernement fédéral promet aussi qu'un vote pour le « Non » n'est pas un vote pour le statu quo. Le 12 juin 1978, Pierre Elliott Trudeau dépose à la Chambre des communes le bill C-60 et un livre blanc intitulé Le temps d'agir dans lequel il propose de renouveler le fédéralisme canadien. Il propose notamment l'adoption d'une Charte des droits et libertés, le remplacement du Sénat par une Chambre de la fédération ou encore la redéfinition du rôle du gouverneur-général, du premier ministre et du cabinet.
Mais la défaite des libéraux de Pierre Eliott Trudeau aux élections fédérales du 22 mai 1979 aurait pu assurer à René Lévesque la mise à l'écart de l'un des plus farouches opposants à la souveraineté du Québec. De plus, le premier ministre Joe Clark (Parti progressiste-conservateur), nouvellement élu, laisse entendre que son gouvernement minoritaire ne s'impliquerait pas dans la campagne référendaire québécoise. Sauf que pour obtenir une majorité et diriger le pays, Clark se devait d'obtenir l'appui des cinq députés du Parti crédit social du Canada de Fabien Roy. René Lévesque avait publiquement aidé Roy lors de l'élection fédérale, exprimant son admiration pour le chef créditiste et en aidant ses candidats durant la campagne électorale. Lévesque voulait ainsi s'assurer d'un allié à Ottawa.
Mais le 11 décembre 1979, Clark perd de manière inattendue un vote de confiance sur son budget, n'arrivant pas à rallier le vote créditiste. Cette défaite précipite aussitôt le Canada dans de nouvelles élections. Trois jours plus tard, Pierre Eliott Trudeau annonce son retour à la tête des libéraux. Pris de court, Lévesque décide tout de même de dévoiler la question référendaire en date du 20 décembre 1979. Cette décision contredit une posture qu'il avait précédemment adoptée, à savoir de ne pas faire coïncider la campagne référendaire québécoise avec la campagne électorale fédérale.
Le 18 février 1980, le Parti libéral remporte une majorité à la Chambre des communes et Trudeau redevient premier ministre. Bien que l'opposition au projet du Parti québécois aurait logiquement dû être assumée par le Parti libéral du Québec, le gouvernement fédéral la prend en grande partie en charge. Cela s'explique notamment par le fait que le PLQ est profondément désorienté par sa défaite aux élections de 1976 (il passe de 96 à 27 députés). Le parti perd d'ailleurs son chef, Robert Bourassa, et devra attendre qu'il soit remplacé par Claude Ryan en 1978 pour organiser une opposition au référendum.

## Acteurs

### Le camp du «Oui»

Logo du comité du « Oui » lors du référendum.

#### La société civile
Les institutions du mouvement nationaliste sont interpelées par le projet référendaire dès l'élection du Parti québécois en 1976. À partir de juin 1977, le Mouvement national des Québécois (MNQ) et ses multiples sociétés-membres se mobilisent en faveur du projet souverainiste. On organise notamment des dîners-causeries, des colloques et des conférences publiques en vue de préparer le terrain. Sous le slogan « Prends ton pays en main », on produit des affiches, des macarons ou encore des cartons d'allumettes en guise de propagande pour le camp du « Oui ». Le MNQ s'assure également d'un rayonnement international en devenant l'hôte de la quatrième Conférence internationale des communautés ethniques de langue française, qui a lieu à Québec entre le 31 mars et le 2 avril 1978. L'année suivante, l'organisation continue sur sa lancée et tient une part active à la cinquième édition de l'évènement, qui se déroule en juillet 1979 à Délémont (Suisse).
Mais malgré ses 140 000 membres, le MNQ n'est pas en bonne situation financière à l'époque. De plus, ses sections de Sherbrooke et de la Mauricie se désaffilient après celle de Québec, qui a coupé les ponts quelques années auparavant. Malgré les demandes de financement, le gouvernement de René Lévesque ne se montre pas très ouvert à aider le MNQ. Cela s'explique peut-être par les positions plus radicales du mouvement, qui prône la souveraineté mais sans association. Vu la situation précaire de l'organisation, le journaliste Claude-V. Marsolais considère que « son poids ne pesait pas lourd dans le combat référendaire ».
La Société Saint-Jean-Baptiste (SSJB) milite également en faveur du projet référendaire. Marsolais considère que c'est l'organisation ayant eu le plus de succès durant la période précédant le référendum. Dès 1977, la SSJB met en place un comité, dirigé par Jean-Marie Cossette, qui se penche sur l'enjeu référendaire. Ce dernier conclut, par le biais d'une analyse stratégique intitulée « Libération », qu'il faudrait une vaste campagne d'éducation populaire en faveur de la souveraineté. Dans cette perspective, la SSJB produit le document audio-visuel « Pourquoi pas nous ? » et met en circulation le « Manuel pour l'indépendance », un document de propagande souverainiste sous forme de questions-réponses. À travers sa section de Montréal (SSJB-M), l'organisation fait campagne auprès des étudiants des cégeps et des universités. Cette initiative mène à la création du Mouvement étudiant pour le Oui (Méoui).
En mai 1978, Guy Bouthiller, politologue de l'Université de Montréal, est à la tête du Comité du référendum de la Société Saint-Jean-Baptiste. Sous sa gouverne, la SSJB organise une série d'assemblées populaires où s'expriment de grandes figures du nationalisme québécois, notamment Jacques Parizeau et Pierre Bourgault. Bourgault sera d'ailleurs financé à hauteur de 11 000 $ pour donner des conférences aux quatre coins du Québec. La SSJB met également en place un Comité des femmes et un Comité des personnes âgées.
À l'automne 1978, la SSJB de Montréal crée son Comité d'action référendaire et met en place un fonds référendaire avec pour objectif d'amasser 100 000 $. Il s'agit d'une somme dérisoire comparé aux budgets de l'opposition fédéraliste à la même époque. Notons également que ni le Mouvement national des Québécois, ni la Société Saint-Jean-Baptiste n'a accepté de rejoindre le Regroupement national pour le Oui au moment de la campagne référendaire (le Comité officiel du « Oui », régi par la Loi sur la consultation populaire). Les deux organisations ont préféré préserver leur indépendance.
Outre les institutions du mouvement nationaliste, le camp du « Oui » peut également compter sur les appuis de deux grandes centrales syndicales, à savoir la Confédération des syndicats nationaux (CSN) et la Fédération des travailleurs du Québec (FTQ).

#### Le Parti québécois
Sans grande surprise, c'est le Parti québécois qui fait office de locomotive aux forces du « Oui ». Le parti mobilise sa base militante afin d'organiser les structures de sa campagne référendaire. À l'automne 1979, les activités du PQ se concentrent sur la mise en place des comités du « Oui » et le recrutement d'« influenceurs », c'est-à-dire des individus qui rayonnent au sein de leur milieu et sont susceptibles de recruter des sympathisants à la souveraineté.
Le 12 octobre 1979, la Fondation des Québécois pour le Oui, présidée par Fernand Paré, est mise en place afin de « promouvoir tout projet national québécois qui privilégie les intérêts de la société québécoise dans les domaines politique, économique, social et culturel ». L'organisation lance une campagne de financement dont l'objectif est de recueillir 800 000 $.
Quelques mois plus tard, en janvier 1980, le Parti québécois met en place le Comité référendaire officiel du « Oui », encadré par la Loi sur la consultation populaire. La direction de l'organisation est confiée à des « techniciens » qui travaillaient déjà pour le cabinet du premier ministre Lévesque : Louis Bernard s'occupe de la fonction parlementaire et gouvernementale, Jean-Roch Boivin de l'analyse politique et de l'élaboration de la stratégie et Michel Carpentier et Raymond Bachand sont chargés de la réalisation sur le terrain et de la coordination. On met en place des comités régionaux et, à partir de la mi-janvier, un comité composé de René Lévesque, des ministres Jacques Parizeau, Pierre Marois, Marc-André Bédard et Claude Morin, ainsi que de « techniciens » gouvernementaux, se réunit hebdomadairement pour mettre au point la stratégie des indépendantistes.
Outre les canaux de communication habituels du gouvernement, la mobilisation se déploie à travers la Fondation des Québécois pour le Oui, qui multiple les campagnes publicitaires pro-souverainistes, notamment auprès des femmes et des jeunes. Le comité de campagne référendaire est structuré d'une façon très centralisée autour des organes du Parti québécois. Bien que les militants soient d'accord avec cette approche, certains reprochent « l'absence de leadership politique et technique ». Une partie de la base militante du PQ déplore également le manque de directives précises et considère que le gouvernement a relégué le référendum au rang de tâche secondaire.

### Le camp du «Non»

#### La société civile

Logo du comité du « Non » lors du référendum.

Les acteurs pro-Canada disposaient de moyens beaucoup plus importants que l'opposition souverainiste. Le Mouvement Québec-Canada est la première organisation fédéraliste d'importance à voir le jour en prévision du référendum. Fondée dans la région de Hull-Ottawa sous l'initiative du député libéral québécois Michel Gratton, cette association populaire présidée par Maurice Sauvé regroupe des fédéralistes francophones et anglophones (ces derniers en prennent rapidement le contrôle). Son objectif est d'assurer l'unité des groupes fédéralistes et de faire la promotion des avantages pour le Québec de rester au sein du Canada. En septembre 1977, l'organisation compte déjà 100 000 membres.
À la mi-octobre 1977, face à la crainte d'un déclenchement imminent d'un référendum, des groupes fédéralistes de la société civile s'unissent pour former le Comité préréférendaire Québec-Canada. Cette organisation est composée de six organismes: le Comité d'action positive, Participation-Québec, Ralli-Canada, le Conseil pour l'unité canadienne, Décision Canada et Commitement Canada.
Le Comité d'action positive est initialement un regroupement des élites montréalaises du milieu de l'éducation, des affaires et des professions libérales, dans l'objectif de répondre à la Loi 101 (Charte de la langue française). Ayant pour objectif de faire participer les anglophones à la vie politique québécoise, l'organisation compte 25 000 membres au début de 1978 (c'est l'ancêtre d'Alliance Québec). Participation-Québec est une initiative d'étudiants de l'Université McGill désirant « définir le rôle des Anglophones dans un Québec français ». Ralli-Canada, qui devint plus tard le Freedom of Choice Movement, est également créé dans l'objectif de s'opposer à la Charte de la langue française. L'organisme fait la promotion des droits des anglophones et organise des ralliements et des débats publics pour convaincre la population de s'opposer aux politiques péquistes. Le Conseil pour l'unité canadienne réunit quant à lui 2 000 hommes d'affaires ayant à cœur l'unité nationale du Canada. Présidée par Louis Desmarais, l'organisation organise des congrès, les « Semaines du Canada » et publie un magazine, Opinion Canada, en plus de gérer un programme d'échanges étudiants. Disposant d'un budget de 2,7 millions de dollars, le Conseil pour l'unité canadienne achète du temps d'antenne, dans les semaines précédant le référendum, sur les stations de télévision régionales du Québec et le met à la disposition de figures du fédéralisme canadien : Jean Chrétien, Thérèse Lavoie-Roux, Serge Fontaine, Michel Robert ou encore Henri-François Gautrin. Décision Canada est un autre organisme œuvrant au Québec. Comptant 600 membres, l'organisation vise à « recueillir des informations sur les avantages que le Québec retirerait à demeurer au sein du Canada » et sollicite les Québécois dans les centres commerciaux afin de les rallier au fédéralisme. Quant à elle, Commitment Canada est une organisation qui cible plutôt les Canadiens anglais des autres provinces: elle cherche à leur « expliquer le Québec ».
En préparation du référendum, le camp du « Non » est loin d'être en manque de moyens financiers. Le comité Pro-Canada, mis en place par le Comité préréférendaire Québec-Canada, réussit à récolter 2,6 millions de dollars lors de sa campagne de financement de l'automne 1978. Ces fonds proviennent de compagnies canadiennes et de sociétés de la Couronne, notamment le Canadien national et Air Canada. Les six groupes formant le Comité préréférendaire obtiennent également 679 000 $ du Comité d'information sur l'unité canadienne (CIUC) en 1977 et 1978.
Cette santé financière et l'unité des groupes pro-Canada n'empêchent pas certaines tensions à la fin des années 1970. Des frictions sont mises en lumière lorsqu'à l'été 1978, le Parti libéral du Québec, sonné par sa défaite électorale, décide finalement d'assumer son rôle de chef de file du mouvement du « Non ». Ce statut lui est conféré par la Loi sur la consultation populaire de 1978. Le Comité préréférendaire Québec-Canada veut alors faire les yeux doux au PLQ, proposant même de nominer Michel Robert, alors président de la commission politique du parti, à sa présidence. Mais le Comité est noyauté par d'anciens membres du Parti libéral du Québec ayant rejoint le Parti libéral du Canada après la défaite du PLQ en 1976. Ces derniers cultivent l'idée de créer un nouveau parti provincial. Claude Ryan, tout juste élu à la tête du PLQ, veut éviter une telle éventualité et relègue donc le Comité préréférendaire à un rôle d'information et d'éducation populaire : le Comité se fera discret jusqu'à la veille du référendum, alors qu'il enclenche une campagne publicitaire ayant pour slogan « J'y suis, j'y reste ». Le PLQ démontre ainsi sa volonté d'être à la tête des forces du « Non » lors de la campagne référendaire.
Outre le Comité préréférendaire Québec-Canada, les forces pro-canadiennes peuvent compter sur de nombreux autres organismes issus de la société civile: la Chambre de commerce du Canada (qui organise des sessions intitulées « Forum Québec »), le patronat du Québec (qui reçoit des subventions du CIUC pour lancer des campagnes dans les journaux québécois) ou encore Contact-Canada (financé par Ottawa et cherchant à faire signer une pétition pro-fédéraliste à un million de Canadiens). Les groupes fédéralistes peuvent aussi compter sur plus de 50 000 bénévoles prêts à s'impliquer lors de la campagne référendaire.

#### Le Parti libéral du Québec (PLQ) et le gouvernement fédéral
À titre de parti d'opposition et sous l'égide de la Loi sur la consultation populaire, le Parti libéral du Québec est à la tête du mouvement du « Non » durant la campagne référendaire. Le Parti met en place le Comité officiel du « Non », désigné sous le titre « Les Québécois pour le Non ». La majorité des membres de ce comité sont issus du PLQ: Claude Ryan, Gérard D. Lévesque, Jean-Pierre Roy, Louis Rémillard, John Ciaccia, Julien Giasson, Thérèse Lavoie-Roux, Alex Paterson, Sheila Finestone et Augustin Roy. Jean Chrétien, ministre fédéral de la Justice, et Jean-Claude Dansereau, président de l'aile québécoise du Parti libéral du Canada, y représentent les intérêts du gouvernement fédéral. Le reste des places au conseil d'administration est partagé entre l'Union nationale (Michel Le Moignan et Serge Fontaine), les Démocrates créditistes (Camil Samson) et le Parti progressiste-conservateur (Claude Dupras).
Le gouvernement fédéral est également l'une des grandes figures de proue du camp du « Non ». Peu après l'élection des péquistes à la tête du Québec en 1976, Ottawa met en place diverses organisations pour contrer le projet de souveraineté-association. Au printemps 1977, on peut compter six unités administratives vouées à la promotion du fédéralisme : trois groupes intégrés au Bureau des relations fédérales-provinciales, le comité Lalonde, constitué de ministres et de députés élus, un comité interne sur l'unité nationale au ministère des Finances et le Bureau du commissaire aux langues officielles. Ces groupes avait notamment pour mandat de sonder l'opinion publique, de faire des prévisions quant aux coûts d'une potentielle séparation du Québec ou encore de proposer des révisions constitutionnelles susceptibles d'améliorer les relations entre Ottawa et les provinces.
Le 4 août 1977, le gouvernement fédéral crée le Centre d'information sur l'unité canadienne (CIUC). L'organisme est dirigé par Pierre Lefebvre, membre du groupe Tellier, et dispose d'un budget d'un million de dollars à ses débuts. Le 25 juillet 1977, Pierre Elliott Trudeau déclare à la Chambre des communes que le CIUC fut créé pour contrer la propagande du gouvernement québécois et sa quinzaine de bureaux régionaux voués à la promotion de l'indépendance. Ces propos font en sorte que le Centre d'information est parfois assimilé à un « bureau de propagande ». Relevant officiellement du Secrétariat d'État et du ministère de la Justice, le CIUC évolue en proximité étroite avec le ministre d'État au multiculturalisme, le comité des communications du conseil des ministres, le bureau du Conseil privé et le bureau du premier ministre. L'Agence centrale du gouvernement fédéral, elle finance de multiples organisations pro-fédéralistes.

## Question référendaire
Alors que les positions du PQ entre 1968 et 1973 sont plutôt radicales en ce qui a trait à l'indépendance, c'est avec prudence que les péquistes entament le processus référendaire une fois au pouvoir. La formulation de la question est l'objet de débat au sein du Parti québécois. Pour les purs et durs comme Jacques Parizeau, la question se doit d'être simple. Mais René Lévesque arrive à la conclusion que la souveraineté-association signifie des négociations avec le gouvernement canadien et que le gouvernement québécois devra chercher à faire ratifier sa décision par les Québécois. Il pense également que l'assurance d'un second référendum peut convaincre des indécis de voter « oui ».
Ce n'est que la veille de l'annonce de la question référendaire, le 19 décembre 1979, que les ministres du gouvernement Lévesque se mettent à la préparer. Lors de cette réunion du cabinet que le journaliste Claude-V. Marsolais qualifie d' « improvisée et chaotique », on discute de potentiels amendements aux ébauches préparées par Claude Morin, Louis Bernard et Daniel Latouche. Lise Payette, alors ministre d'État à la condition féminine, est éberluée par le caractère improvisé de la réunion : « On nous manipule, on se moque de nous. Ou bien la question est déjà écrite et alors on n'a qu'à la déposer devant nous. Ou bien c'est vrai qu'elle n'est pas écrite et nous avons l'air d'une bande d'amateurs en train d'écrire l'Histoire du Québec ». La séance dure six heures et est parfois ponctuée de tension, comme le rapporte René Lévesque :

« ...un mot de trop selon celui-ci, une expression qui cloche selon celui-là. On soustrait, on additionne. Surgissent des doutes qu'on avait pas prévus. Ainsi, pourquoi demander un mandat de négociation plutôt que celui de procéder ipso facto ? Quant à l'idée d'un second référendum, elle faisait littéralement bouillir Jacques Parizeau, pour qui même le premier n'était pas facile à avaler ! La tension devenait excessive, j'ajournai pour une heure. À minuit, on parvenait à dégager un consensus à peu près solide. Jusqu'aux petites heures, quelques juristes eurent ensuite à peser le tout dans les délicats plateaux de la légalité »

La question est annoncée le 20 décembre 1979, mettant en branle la campagne référendaire:

« Le Gouvernement du Québec a fait connaître sa proposition d’en arriver, avec le reste du Canada, à une nouvelle entente fondée sur le principe de l’égalité des peuples ; cette entente permettrait au Québec d'acquérir le pouvoir exclusif de faire ses lois, de percevoir ses impôts et d’établir ses relations extérieures, ce qui est la souveraineté, et, en même temps, de maintenir avec le Canada une association économique comportant l’utilisation de la même monnaie ; aucun changement de statut politique résultant de ces négociations ne sera réalisé sans l’accord de la population lors d’un autre référendum ; en conséquence, accordez-vous au Gouvernement du Québec le mandat de négocier l’entente proposée entre le Québec et le Canada ? »

La question référendaire est l'objet de multiples critiques issues du milieu souverainiste, notamment après l'échec du référendum: on lui reproche entre autres de ne pas être « assez courageuse » dans ses ambitions. Claude Morin, l'un des principaux artisans de sa formulation, rétorqua plus tard que les sondages indiquaient qu'une question plus « dure » n'aurait eu que 15 à 25 % d'appuis au sein de la population. Le 24 décembre 1979, le premier sondage portant sur la question référendaire, mené par IQOP, indique que le « Non » est en avance avec 47,2 % des voies, contre 36,5 % pour le « Oui ».

## Campagne

### Déroulement

#### Dévoilement de la question référendaire et réponse du PLQ
La campagne référendaire s'ouvre, de façon non-officielle (le bref référendaire est émis le 16 avril 1980), avec le dévoilement de la question à l'Assemblée nationale, le 20 décembre 1979. Pierre Elliott Trudeau et Joe Clark, les deux principaux candidats des élections fédérales (qui ont lieu au même moment), ne tardent pas à manifester leur opposition. Trudeau déclare alors que la question contient un « étapisme socialement inacceptable » et le premier ministre Clark souligne que le processus est « incompatible avec la fédération canadienne et inacceptable au gouvernement central ». Le candidat et chef du Nouveau Parti démocratique (NPD), Ed Broadbent, affirme quant à lui que la question « ne tenait pas compte des aspirations de la majorité des Québécois, qui souhaitaient un fédéralisme renouvelé ».

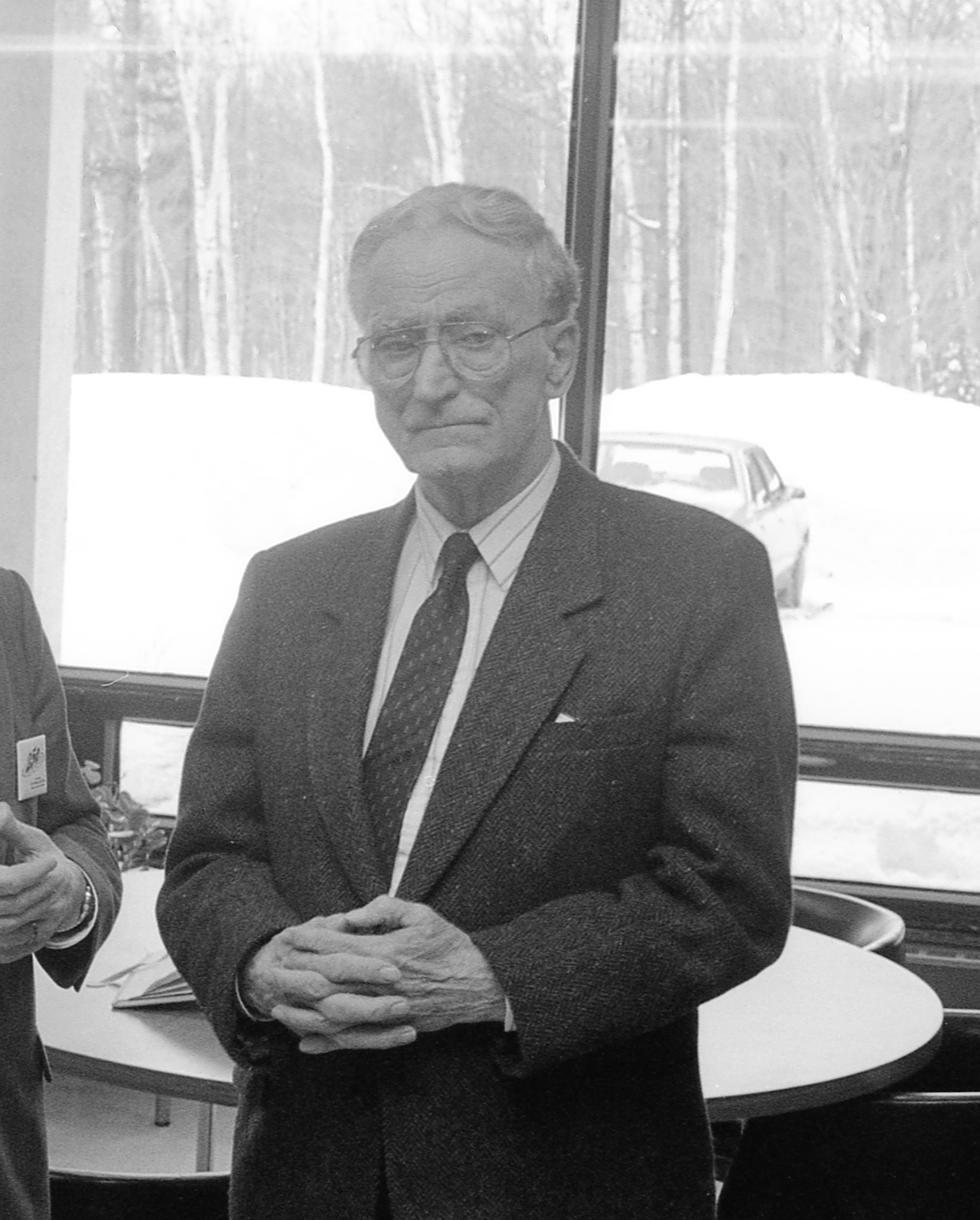
Claude Ryan en 1988.

Au niveau provincial, le chef de l'opposition Claude Ryan se montre encore plus farouche dans la critique de la question référendaire : ce dernier remet directement en question sa légalité. Ryan en veut particulièrement au long préambule de la question, qui selon lui désavantage les partisans du « Non ». Il considère en fait que le préambule (proposition de souveraineté-association) aurait dû être la question en tant que telle. Le jour du dévoilement, il déclare à l'Assemblée nationale : « On nous dit: donnez-nous le mandat d'aller négocier une chose sur laquelle nous ne vous demandons pas votre opinion ; réservez-vous, prenez votre temps. On confond l'objectif avec le moyen ou, plus précisément, on noie l'objectif dans le moyen ». Après avoir consulté des juristes quant à la légalité de la question référendaire, Claude Ryan finit par abandonner cet angle d'attaque.
Le Parti libéral du Québec décide plutôt de préparer la contre-attaque. Pour ce faire, il publie le 9 janvier 1980 un Livre beige intitulé Une nouvelle fédération canadienne, qui propose des révisions constitutionnelles en guise d'alternative à la souveraineté. Claude Ryan présente toutefois ces propositions comme les bases de la future plateforme électorale du PLQ plutôt que des arguments pour la campagne référendaire du « Non ». Les principales recommandations du Livre beige sont au nombre de sept :
- Adoption d'une charte des droits et libertés et l'intégration des langues française et anglaise à la Constitution canadienne (en plus de l'étendre aux provinces de l'Ontario et du Nouveau-Brunswick).
- Garantie du droit de tout individu de permettre à son enfant d'étudier en anglais ou en français « là où le nombre le justifie ».
- Abolition du Sénat.
- Création d'un Conseil fédéral constitué de délégation des provinces (composé à 25 % de délégués du Québec) dont le mandat serait de superviser les initiatives du gouvernement fédéral qui seraient « susceptibles de modifier l'équilibre fondamental de la fédération ». Le Conseil mettrait également sur pied un comité paritaire (francophone et anglophone) se concentrant spécifiquement sur les questions linguistiques.
- Création d'un banc dualiste (paritaire Canada-Québec) à la Cour suprême pour tous les dossiers constitutionnels.
- L'attribution du pouvoir résiduaire aux provinces.
- L'attribution aux provinces des pouvoirs sur l'enseignement, les subventions et les bourses, la programmation radiodiffusée et télévisée, les modes de réinsertion sociale, la formation de la main-d'œuvre et l'accueil et l'intégration des immigrants.

Outre la campagne électorale fédérale, les débats entourant les propositions du PLQ seront le centre d'attention des deux premiers mois de la campagne référendaire. Le Livre beige est naturellement critiqué par le mouvement nationaliste et le Parti québécois de René Lévesque, qui considère qu'il s'agit d'un recul sur la question constitutionnelle reléguant le Québec au rang de province comme les autres. Le Livre beige n'est pas l'objet de beaucoup d'enthousiasme au sein du Canada anglais non-plus: on considère qu'il s'agit d'un alourdissement de la bureaucratie et on s'oppose au « statut privilégié » qu'impliqueraient les réformes selon eux. Selon une rencontre entre le CIUC et le ministère des Affaires intergouvernementales de Saskatchewan, les gouvernements provinciaux du Canada semblent toutefois relativement favorables aux propositions de Ryan (« une position tactique » selon Claude Marsolais). Les chefs fédéraux en campagne électorale bottent quant à eux en touche lorsqu'il s'agit de commenter l'initiative du PLQ et les libéraux d'Ottawa cachent mal leur désaccord. Ces derniers ont d'ailleurs tout fait, en coulisse, pour que Claude Ryan renonce à publier son Livre beige. Toujours en 1980, l'éminent sociologue et politologue québécois Léon Dion reproche quant à lui au document d'avoir nié le statut particulier pour le Québec et d'avoir proclamé la « primauté radicale » des droits individuels sur le collectif et ce, sans prendre en compte les particularités linguistiques du Québec. Dion affiche ses préférences pour les conclusions du rapport de la Commission Pépin-Robarts.

#### Débats parlementaires et entrée en scène d'Ottawa
Ouvrant le débat sur la question référendaire à l'Assemblée nationale le 4 mars 1980, René Lévesque affirme avec optimisme devant ses ministres que : « Le référendum va constituer le premier exercice par le peuple québécois de ce droit fondamental de tous les peuples qui est celui d’orienter eux-mêmes leur destin et qu’on appelle couramment le droit à l’autodétermination ». Il maintient le fait que le nouveau rapport de souveraineté-association avec le Canada est une étape primordiale quant à l’avenir du Québec.
Les députés péquistes abordent quatre principaux thèmes lors des débats parlementaires : les avantages économiques de la souveraineté-association, la critique du fédéralisme, le « rappel historique » de la situation des Québécois francophones et un « appel général à la solidarité ». Claude-V. Marsolais qualifie de « glorieuse » la performance des péquistes à l'Assemblée. Cette dernière permit au Regroupement pour le « Oui » d'attirer dans ses rangs plusieurs personnalités libérales : Kevin Drummond (ex-ministre des Terres et Forêts sous Bourrassa), Jean Paul L'Allier (ex-ministre des Communications sous la même administration), Léo Pearson (député libéral de Saint-Laurent entre 1966 et 1973), Fabien Roy (chef créditiste) ou encore Léon Dion (sociologue de l'Université Laval). Notons également la défection du chef de l'Union nationale Rodrigue Biron, qui siégera comme indépendant après avoir rejoint le camp du « Oui », et l'adhésion de plusieurs anciens ministres unionistes,.
Au sein des débats parlementaires, Claude Ryan et son Parti libéral se concentrent quant à eux sur le fait de discréditer les positions du Parti québécois depuis 1972. Ryan souligne à quel point le PQ a dilué ses positions indépendantistes et qualifie la formulation de la question référendaire de « vicieuse, malhonnête et inacceptable ». Bien qu'il souligne les qualités d'analyse de Claude Ryan, le journaliste Claude-V. Marsolais considère que le chef du Parti libéral n'a pas offert une bonne performance au niveau de la forme :

« Mais les stratèges libéraux ne s'étaient pas assez préoccupés de l'influence de la télévision, et les députés libéraux se trouvèrent au dépourvu lorsque les péquistes se mirent à évoquer les vices du fédéralisme et les vertus de la souveraineté-association. Leurs discours avaient un ton chicanier et répétitif. Ryan se montra totalement inconscient de l'importance de la caméra, restant tout le temps assis, et perturbant sans s'en rendre compte l'attention de ses collègues libéraux en bâillant et en se grattant le crâne pendant leurs discours. »

Les difficultés du PLQ furent mises en lumière par un sondage publié le 16 mars : le « Oui » avait pris l'avance par 47 % des voix, contre 44 % pour le « Non » (9 % d'indécis). Le 25 mars, les députés libéraux québécois du Parti libéral du Canada, réunis en caucus à Ottawa, tirent la sonnette d'alarme. Critiquant sévèrement Claude Ryan, ils décident qu'ils s'impliqueront dans la campagne référendaire : ils ne se contenteront pas seulement d'appuyer le comité du « Non ». Ils veulent mettre à disposition la littérature et la documentation audio-visuelle du Centre d'information sur l'unité canadienne et approuvent l'envoi d'un bulletin, financé par la Chambre des communes et faisant la promotion du fédéralisme canadien. Selon Marsolais, ces actions contreviennent potentiellement à la loi sur le financement des partis politiques.
Alors que les chefs fédéraux ont ignoré l'enjeu référendaire durant leur campagne électorale, ils affirment, juste avant le scrutin fédéral, qu'il n'y aurait pas de négociations avec le Québec tant que René Lévesque serait au pouvoir. Le 18 février 1980, les libéraux de Pierre Elliott Trudeau prennent le pouvoir avec une majorité, remportant 147 sièges à la Chambre des communes. Deux semaines après l'élection, Trudeau met en place un cabinet comprenant un « nombre inhabituel » de ministres Canadiens français et ce, à des ministères importants comme l'Énergie, la Santé et le Bien-être, l'Expansion économique régionale, les Transports et les Communications. Il nomme également Jean Chrétien ministre de la Justice et responsable des relations fédérales-provinciales : ce dernier obtient en même temps le mandat de mener les forces du « Non » durant la campagne référendaire québécoise. Claude Ryan n'est guère enchanté de travailler avec Chrétien, les deux hommes ayant des personnalités peu compatibles.
Mais Ryan commence à sentir que l'implication du fédéral est indispensable à la victoire du « Non ». Dès la mi-mars, il entre en contact avec les membres de la Chambre des communes afin de les inviter à participer à la campagne référendaire, idéalement sans qu'ils s'impliquent directement dans le Comité du « Non ». Il n'accepte pas de laisser à Jean Chrétien la coprésidence du Comité national mais il accepte que ce dernier s'implique en tant que membre du conseil d'administration. Après une rencontre avec Trudeau, Claude Ryan accepte également de mettre de côté, jusqu'à la tenue du référendum, les propositions de son Livre beige. Début avril, les députés de cinq partis fédéraux se rallient au Comité, donnant leur accord au plan d'action de l'organisation. Basé sur les travaux de Maurice Pinard, spécialiste en sondages du CIUC, ce plan d'action vise à remettre l'emphase des débats sur la souveraineté-association. Pinard souligne que la population, qui semble de plus en plus favorable aux arguments du « Oui », a été rassurée par le fait que la question référendaire vise avant tout à donner un simple mandat de négociation au gouvernement de René Lévesque. Il considère donc que les fédéralistes ayant reproché au Parti québécois d'avoir mis de l'eau dans son vin ont en quelque sorte fait le jeu des souverainistes. Pinard recommande de « partisaner » le débat afin de rallier les non-péquistes et les partisans du « Non » et cimenter le fait qu'un «oui» au référendum était un « oui » à la souveraineté du Québec.

#### L'affaire des «Yvettes» et Trudeau à la rescousse du «Non»
Toujours en mars 1980, un incident qui peut sembler à-priori anecdotique finit par jouer un grand rôle dans la remontée des forces du « Non » : c'est l'« affaire des Yvettes ». L'affaire début lorsque Lise Payette, alors ministre québécoise de la Condition féminine, compare la femme de Claude Ryan à Yvette, un archétype de femme obéissante et soumise présent dans les manuels scolaires du Québec. La sortie de Payette est considérée comme une attaque contre les mères au foyer et provoque un mouvement de protestation au sein duquel s'impliquent des milliers de Québécoises. Le 30 mars, l'organisatrice libérale Lucienne Saillant et la vice-présidente du PLQ Monique Lehoux organisent un « brunch des Yvettes » qui réunit 1 700 personnes au Château Frontenac. Une semaine plus tard, le mouvement atteint son point culminant lorsque Louise Robic, permantente du PLQ à Montréal, réussit l'exploit de réunir 15 000 femmes au Forum de Montréal. Claude Marsolais considère ces événements comme les premières grandes manifestations populaires du camp du « Non » et le mouvement des Yvettes est crédité d'une bonne part du succès de la campagne fédéraliste lors du référendum.

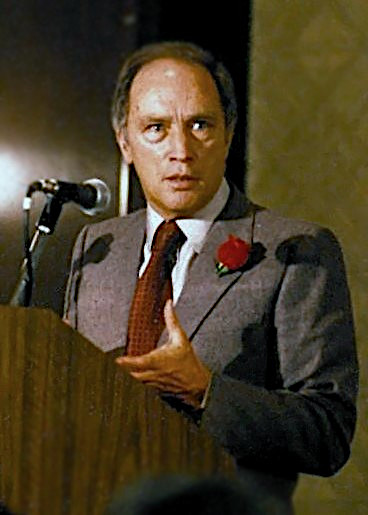
Pierre Elliott Trudeau en 1980.

Le 15 avril, un mois avant le scrutin, René Lévesque produit le bref référendaire qui ouvre « officiellement » une campagne en cours depuis déjà plusieurs semaines. Une semaine plus tôt, le 8 avril, le Comité du « Non », désigné comme « Les Québécois pour le ''Non'' », est officiellement mis en marche. Une première liste de 290 membres est dévoilée par la même occasion. Malgré les réticences initiales de Claude Ryan, le Comité est largement appuyé par le fédéral qui s'implique de manière importante dans la campagne référendaire. Le comité fédéral, dirigé par Jean Chrétien, se réunit tous les mardis en présence des ministres fédéraux du Québec et produit des rapports à Pierre Elliott Trudeau. Le 13 avril, le Comité du « Non » tient sa première réunion publique officielle à Chicoutimi>.
L'un des facteurs ayant contribué à la remontée du « Non » est la décision de Trudeau d'ouvrir la session aux Communes en même temps que le lancement officiel de la campagne référendaire. Diffusés à la télévision, les « débats » sur la situation du Québec étaient en fait des prises de parole à sens unique, les souverainistes n'ayant personne pour défendre leurs positions à Ottawa. Pendant deux semaines, les ministres Bégin, Ouellet, Lalonde, de Bané, Fox et Chrétien attaquent frontalement les propositions du gouvernement Lévesque dans divers domaines. Le premier ministre Trudeau se charge quant à lui de prévenir les Québécois : la souveraineté serait une impasse politique et juridique et le Canada anglophone n'était aucunement intéressé par le projet de souveraineté-association. On prévient que l'indépendance risque de mettre en péril non seulement le Canada, mais aussi la santé économique (pensions de vieillesse, péréquation, revenus du pétrole, etc.) et le régime démocratique du Québec.
À partir du 15 avril et les débats aux Communes, Trudeau éclipse Claude Ryan et devient véritablement la figure de proue du camp du « Non », s'impliquant de manière beaucoup plus importante dans la campagne référendaire. Il intervient publiquement trois fois: le 2 mai à la Chambre de commerce de Montréal, le 7 mai à Québec et le 14 mai au Centre Paul-Sauvé de Montréal. Le 25 avril, dans une lettre ouverte destinée aux Québécois, le premier ministre promet qu'il fera tout en son pouvoir pour réformer la Constitution canadienne en cas de victoire du « Non ». Le 9 mai, il va plus loin en faisant adopter une motion unanime permettant au gouvernement canadien de rapatrier la Constitution. Il promet également de convoquer une conférence des premiers ministres, d'ici la fin de l'été, afin de discuter de réformes constitutionnelles. Au Centre Paul-Sauvé, devant 10 000 personnes et des millions de téléspectateurs canadiens, Trudeau renchérit :

« Je sais - parce que je leur ai parlé ce matin à ces députés - je sais que je peux prendre l'engagement le plus solennel qu'à la suite d'un Non, nous allons mettre en marche immédiatement le mécanisme de renouvellement de la constitution et nous n'arrêterons pas avant que ce soit fait. Nous mettons nos têtes en jeu, nous, députés québécois, parce que nous le disons à vous, des autres provinces, que nous n'accepterons pas que ce Non soit interprété par vous comme une indication que tout va bien puisque tout peut rester comme c'était auparavant. Nous voulons du changement, nous mettons nos sièges en jeu pour avoir du changement. »

Ces interventions du premier ministre sont considérées comme des points tournants de la campagne référendaire. À la fin du mois d'avril 1980, quelques semaines avant la tenue du référendum, les sondages indiquent une remontée du « Non ». La firme IQOP révèle que les deux camps sont nez à nez (41,2 % pour le « Oui » contre 40,9 % pour le « Non »). La firme CROP va dans le même sens (44,4 % pour le « Oui » contre 43,9 % pour le « Non »). De plus, les indécis penchent à majorité écrasante vers le camp du « Non », ce qui ne présage rien de bon pour les souverainistes en prévision du scrutin.

#### Fin de campagne et victoire du «Non»
Les sondages avaient vu juste. Le 20 mai 1980, le camp fédéraliste l'emporte : le « Non » remporte 59,56 % des voix, contre 40,44 % pour le « Oui ». Le soir de la défaite, devant ses partisans réunis au Centre Paul-Sauvé, René Lévesque s'exprime :

« Si je vous comprends bien, ce que vous êtes en train de dire c'est : "À la prochaine [fois]!". En attendant, avec toute la sérénité qui a marqué notre comportement pendant la campagne, il faut avaler la défaite... Ce qui se passe ce soir, ça fait mal profondément, plus profondément que n'importe quelle défaite électorale... Avec ce résultat la balle est renvoyée dans le camp fédéral. Le peuple québécois vient nettement de lui donner une autre chance, et il appartiendra aux fédéralistes, et d'abord à M. Trudeau, de mettre un contenu dans toutes ces promesses qu'ils ont multipliées depuis 35 jours. »

### Dépenses
Montant maximum autorisé par la loi référendaire : 2 122 257 $ ( 0,50 $ / électeur x 4 244 514 électeurs)
Comité du « non » :
- Subvention de l’État (0,25 $ / électeur) : 1 061 128,50 $
- Sommes reçues de partis politiques : 987 754,04 $
- Contributions des électeurs : 11 572,60 $
- Total du fonds : 2 060 455,11 $
- Total des dépenses engagées et acquittées : 2 060 455,00 $

Comité du « oui » :
- Subvention de l’État (0,25 $ / électeur) : 1 061 128,50 $
- Sommes reçues de partis politiques : 683 000,00 $
- Contributions des électeurs : 305 118,05 $
- Total du fonds : 2 049 246,55 $
- Total des dépenses engagées et acquittées : 2 047 834,00 $

À ces chiffres, il ne faut pas oublier d'ajouter les montants dépensés par le gouvernement fédéral canadien. Bien qu'il ne soit pas comptabilisé dans les dépenses officielles des Comités (régies par la Loi sur la consultation populaire), ce financement fut vital pour les forces du « Non ». Ottawa a été accusé, par les péquistes (notamment René Lévesque et Gérald Godin) et divers observateurs, d'avoir dilapidé des millions de dollars de fonds publics en publicités illégales, selon la Loi sur la consultation populaire qui ne s'applique pas au fédéral, en faisant la promotion du fédéralisme. Le journaliste Claude-V. Marsolais aborde la question :

« D'après une évaluation conservatrice basée sur les prévisions budgétaires et les comptes publics des années 1979-1980 et 1980-1981, le Centre d'information sur l'unité canadienne [CIUC] a probablement dépensé une somme supérieure à 11 millions du 1er janvier 1980 au 21 mai 1980 pour lutter contre la souveraineté-association. Cette somme exclut les salaires versés au personnel (90 personnes), les dépenses reliées aux frais de transport, aux fournitures d'équipement, etc., et les sommes consacrées par les autres ministères à la défense du fédéralisme. On ne peut prétendre que tout cet argent a servi à des fins publicitaires comme des messages à la radio ou à la télévision, des annonces dans les journaux ou la location de panneaux publicitaires. Mais il est indéniable que cette somme a été utilisée de diverses façons (publicité, imprimés, études spéciales, subventions, sondages, expositions, etc.) dans un seul but : la défense du fédéralisme orthodoxe qui était acculé au pied du mur. »

## Résultats
| Non : 2 187 991 (59,56 %) |  |  | Oui : 1 485 851 (40,44 %) |
| ▲                         |  |  |                           |

|                       | Total des votes | % des votes |
| Bulletins valides     | 3 673 842       | 98,26 %     |
| Bulletins rejetés     | 65 012          | 1,74 %      |
| Taux de participation | 3 738 854       | 85,61 %     |
| Électeurs admissibles | 4 367 584       |             |

## Conséquences
La victoire des forces du « Non » met la balle dans le camp du gouvernement fédéral, qui a multiplié les promesses de réformes de la fédération canadienne durant la campagne référendaire. Entre les deux référendums québécois sur la souveraineté, soit une période s’étalant sur 15 ans, le Québec et le Canada furent donc confrontés à l'enjeu des réformes constitutionnelles. On peut notamment penser à l’ « Accord de la cuisine », qui aboutit à l'Accord constitutionnel du 5 novembre 1981, et aux négociations sur l'Accord du lac Meech, puis sur l'Accord de Charlottetown, qui se soldèrent en échecs. Ce cul-de-sac constitutionnel fit en sorte d'accroître la popularité de l'option souverainiste au Québec, ce qui mit la table pour le référendum québécois de 1995.